# Javoriv rajon
Javoriv rajon (ukrainsk: Яворівський район район, tr. Javorivskyj rajon) er en rajon (distrikt) i Ukraine.
Javoriv rajon er en af 7 rajoner i Lviv oblast i det vestlige Ukraine, hvor Javoriv rajon er beliggende i den nordøstlige del af oblastet omkring byen Javoriv. Rajonen har et areal på 2.378 km2
og et indbyggertal på 179.219 (2021) indbyggere. 

## Eksterne links
- Wikimedia Commons har flere filer relateret til Javoriv rajon